# 제27회 베를린 국제 영화제
제27회 베를린 국제 영화제는 1977년 6월 24일에 열린 시상식이다.

## 수상 및 후보

### 황금곰상
- 고양 - 라리사 셰피트코 수상

### 은곰상:심사위원대상
- 앵커라이트 - 페르난도 페르난 고메즈 수상

### 은곰상:심사위원상
- 피닉스 - 피터 글리고로프스키 수상
- 에튀드 위버 아이네 프로브 - 에발드 쇼름 수상

### 은곰상
- 스트레인지 마스커레이드 - 팔 샌더 수상
- 브릭레이어즈 - 호르헤 폰즈 수상

### 은곰상:여자연기자상
- 살인 연극 - 릴리 톰린 수상

### 은곰상:남자연기자상
- 블랙 리터 - 마뉴엘 구티에레즈 아라곤 수상

### 황금곰상:단편영화상
- 오르트스프레임드...원하프트 버말스 메인저 랜드스트레이브 - 헤다 린느버그 외 1명 수상